# Antidesma oblongum
Antidesma oblongum är en emblikaväxtart som först beskrevs av John Hutchinson, och fick sitt nu gällande namn av Ronald William John Keay. Antidesma oblongum ingår i släktet Antidesma och familjen emblikaväxter. Inga underarter finns listade i Catalogue of Life.